# Primeira Liga do Brasil
A Primeira Liga foi uma união criada para, inicialmente, a organização da Copa Sul-Minas-Rio que com a entrada de mais clubes passou a se chamar de Primeira Liga. A união foi criada por clubes descontentes com o público e as rendas dos campeonatos estaduais,  competição amparada no inciso I do art. 217 da Constituição Federal e nos termos da legislação desportiva federal, gozando de peculiar autonomia quanto à sua organização e funcionamento, não estando sujeita a ingerência ou interferência estatal e federativa, a teor do disposto nos incisos XVII e XVIII do art. 5º da Constituição Federal.[carece de fontes?] Como não podia proibir a realização de uma liga independente, sem necessidade de sua chancela e amparada por lei, a CBF emitiu nota de que não reconhecia a Primeira Liga como torneio oficial, classificando-a como amistosa para "harmonizar o futebol brasileiro".
Essa competição pode ser considera como um torneio sucessor da Copa Sul-Minas.
Em 25 de junho de 2019, a Primeira Liga do Brasil anunciou o seu encerramento alegando falta de espaço no calendário futebolístico brasileiro.

## História

### O início
O ano turbulento de 2015 nos bastidores do futebol mundial foi igualmente confuso no Brasil. Além das prisões e dos indiciamentos de seus dirigentes, a CBF teve de lidar com outro problema: a criação de uma liga independente de clubes, à revelia das ordens da entidade. A convite do Coritiba, a ideia inicial era reeditar a Copa Sul-Minas, com aval da entidade. Mas logo Flamengo e Fluminense, em pé de guerra com a Ferj, se juntariam ao grupo. Foi fundada a Liga Sul-Minas-Rio na sede do Rubro-Negro carioca, com apoio do presidente da FCF e vice da CBF, Delfim Peixoto, desafeto declarado de Marco Polo.  O que era o embrião de uma competição regional se tornou o começo de uma "rebelião".
A Primeira Liga – como o grupo com clubes do Rio de Janeiro, Rio Grande do Sul, Paraná, Minas Gerais e Santa Catarina passou a ser chamado – manteve uma relação cordial com a CBF até uma reunião em outubro. Enfraquecida politicamente, após muita negociação nos bastidores, a CBF estava, a princípio, pronta para incluir a Liga no calendário oficial de competições de 2016 e oficializar o movimento. Uma intervenção da Ferj fez com que a entidade recuasse e passasse a exigir a aprovação em Assembleia Geral. Foi o suficiente para o então diretor-executivo da Liga, Alexandre Kalil, perder a compostura em reunião com o secretário-geral da CBF, Walter Feldman, e outros dirigentes da entidade.
O diálogo se encerrou, e a Liga passou a ser tocada de forma totalmente independente. Chegou a haver tentativa de retomada das conversas entre o presidente da Liga (e do Cruzeiro), Gilvan Tavares e Del Nero, mas não vingou. Nem todos os dirigentes na Liga concordaram com a atitude de Kalil, que passou a balançar, mas foi inicialmente mantido.  Mas o clima no grupo já não era o mesmo. Azedou de vez quando, em novembro, em uma reunião no Fluminense, Mario Celso Petraglia, representante do Atlético-PR e aliado de Kalil, foi eleito copresidente, praticamente tirando Gilvan Tavares de cena.
Insatisfeito, o presidente do Cruzeiro resolveu deixar a Liga. Foi convencido a voltar pelo presidente do Flamengo, Eduardo Bandeira de Mello. Dias depois de confirmado o retorno, Kalil deixou a Liga, mas o grupo confirmou a competição para 2016 conforme o calendário divulgado, com início em 27 de janeiro.

### 2015

#### Reedição da Copa Sul-Minas
Um grupo de oito clubes começou, no primeiro semestre de 2015, a caminhar para a reedição da Copa Sul-Minas, um torneio regional, no rastro do sucesso da Copa Nordeste – competição incluída no calendário oficial nacional. Ainda não havia definições de cargos ou negociações de contratos, somente conversas sobre formato, parte jurídica e outros detalhes da organização do torneio.

#### Fla e Flu se aproximam
Eventos no Rio de Janeiro teriam, pouco depois, grande impacto no grupo. Em fevereiro, em meio à polêmica sobre preços de ingressos no Campeonato Carioca, uma reunião na Ferj terminou em discussão e xingamentos. O racha político entre a dupla Fla-Flu e a entidade passou a ser total e declarado. Os clubes, que muitas vezes deixaram até de enviar representantes à entidade, passaram a ser assíduos nos encontros da Liga Sul-Minas, que já estava até com a fórmula de disputa definida.
Diante da impossibilidade de lutar em arbitral contra o bloco comandado pelo presidente da Ferj, Rubens Lopes, e seu maior aliado, o presidente do Vasco, Eurico Miranda, Flamengo e Fluminense ordenaram – e divulgaram a medida – que seus departamentos jurídicos estudassem formas de as equipes não serem obrigadas a disputar o Carioca.
A Sul-Minas, então, passou a ser uma possibilidade atraente e real. A presença dos cariocas também trazia novas possibilidades para o torneio e maior visibilidade. Sem dificuldade, a inclusão da dupla na competição foi aprovada em julho pelos demais integrantes. A Sul-Minas passaria a se chamar Liga Sul-Minas-Rio.

#### Racha entre Del Nero e Delfim
Em junho de 2015, pouco depois da prisão do ex-presidente da CBF José Maria Marin em Zurique, na Suíça, o que provocou a fuga às pressas de Del Nero da cidade um dia antes da eleição presidencial na Fifa, uma reunião na CBF tornou público o racha entre o presidente da entidade e um dos seus vices, Delfim de Pádua Peixoto, presidente da Federação de Santa Catarina. Nos bastidores, Delfim, aliado de Marin, já não tinha prestígio com Del Nero, mas era o primeiro na linha de sucessão na entidade em caso de renúncia ou suspensão aplicada pela Fifa – perigos que passaram a ser reais para Del Nero com as investigações americanas e do Comitê de Ética da entidade internacional.
A assembleia, somente com presidentes de federações estaduais, foi convocada para aprovar mudanças no estatuto. Del Nero articulava para incluir uma reforma na qual alterava o artigo de sucessão que dá ao vice-presidente mais velho a prerrogativa de assumir o comando no caso de vacância. Delfim saiu vitorioso no embate velado, já que o assunto nem chegou a ir para votação, mas passou a criticar publicamente Del Nero, qualificando a manobra como "golpe". Em reuniões posteriores na entidade, Delfim fazia questão de perguntar em voz alta o motivo de Del Nero não viajar. – o dirigente não saiu do país depois da prisão de Marin na Suíça. Também foi retirado pela Conmebol do Comitê Executivo da Fifa após faltar a vários compromissos.

#### A fundação
No dia 10 de setembro de 2015, em reunião na sede do Flamengo, no Rio de Janeiro, foi oficialmente fundada a Liga Sul-Minas-Rio, com Flamengo, Fluminense, Internacional, Grêmio, Atlético-MG, Cruzeiro, Coritiba, Atlético-PR, Joinville, Chapecoense, Criciúma, Avaí e Figueirense. Na ocasião, o secretário-geral da CBF, Walter Feldman, resumia a posição da entidade dessa forma: "Não estimulamos, nem criticamos. Só observamos".
A reunião na Gávea serviu também para apontar os mandatários do grupo: o escolhido para presidente da Liga Sul-Minas-Rio foi Gilvan Tavares, do Cruzeiro. Nilton Machado, do Avaí, ficou como vice. O secretário passou a ser Maurício Andrade, diretor-executivo do Coritiba. Foi definida também a necessidade de contratação de um CEO, cargo que ficaria com o ex-presidente do Atlético-MG Alexandre Kalil. O nome ainda mudaria para Primeira Liga, perdendo sua característica regional (veja na tabela abaixo como foram divididos os grupos para a primeira edição do torneio).
Ao assumir, Gilvan Tavares deixou claro que era um passo na direção de organizar os principais campeonatos do país.
– Temos essa intenção, é um passo gigantesco. É assim no mundo aí fora, onde o futebol deu certo. Estamos atrasados. Arrecadamos infinitamente menos porque não temos a mesma organização. Vamos alertar os outros clubes sobre a necessidade de dar esse passo – disse Tavares, ressaltando a chance de crescimento. – Nesse início, se fosse querer dar o passo total e atingir todos, talvez não atingisse a adesão de todos. Começamos com oito clubes, depois tivemos Flamengo e Fluminense. E já sabemos que muitos outros clubes estão pleiteando também fazer parte dessa liga.

#### Negociações com a CBF
Com base na aprovação da Copa Nordeste, os dirigentes da Liga Sul-Minas-Rio passaram a tratar com a CBF da inclusão da competição no calendário oficial já em 2016. Enfraquecida politicamente, com um vice-presidente e ex-presidente que dava nome à sede da entidade preso, e o atual na mira de investigações estrangeiras, a CBF adotou estratégia de aproximação com o grupo. A entidade se mostrava publicamente favorável à Liga, mas nos bastidores revelava desconforto. Era, como Gilvan deixou claro, um movimento que poderia no futuro minar o poder da CBF.
Mas as tratativas corriam em tom amigável. Tudo parecia caminhar para a aprovação da competição, a despeito das críticas do presidente da Ferj, Rubens Lopes, inconformado com a participação de dois de seus filiados sem a sua autorização. Os clubes estudaram tabela, regulamento, aprontaram os esboços. Uma reunião na CBF em outubro, envolvendo os dirigentes dos principais departamentos, seria, na visão do CEO da Liga, Kalil, uma mera formalidade para ajustar a tabela e aprovar as regras do torneio.

#### Sem diálogo, CBF convoca assembleia
No dia 19 de outubro, ao contrário da expectativa de Kalil, a reunião na CBF rachou de vez a relação. O episódio foi provocado por um ofício enviado diretamente pelo presidente da Ferj para Del Nero, com cinco páginas dissertando motivos para considerar a Liga ilegal e submetê-la à aprovação de Assembleia Geral, bem como à autorização das respectivas federações para participação de seus filiados no torneio. A CBF decidiu acatar a argumentação, e Kalil deixou a reunião furioso, avisando que a competição seria realizada "de qualquer jeito".
Participaram do encontro o secretário-geral da CBF, Walter Feldman, e diretores de peso na entidade. A CBF argumentava que precisava, para aprovar a competição, cumprir certos ritos burocráticos e demandas de órgãos como o Sindicato dos Jogadores. O ex-presidente do Atlético-MG se viu pela primeira vez na berlinda entre os integrantes da Liga. O apoio ao fim das conversas com a entidade, embora anunciado publicamente, não foi bem digerido por todos de imediato, surgindo as primeiras críticas ao temperamento do diretor-executivo. Kalil também sofreu questionamentos por ter levado seu filho, João Luiz, para a reunião. Negou que ele fosse ser contratado pela Liga e creditou a divulgação da informação a uma articulação da CBF nos bastidores.
A partir daí, a CBF deixou claro que não pretendia mais conversar com Kalil e convocou uma assembleia com as federações para votar a aprovação da Liga. A Liga foi aprovada, desde que cumprisse todos os estatutos. Rubens Lopes, da Ferj, festejou, e Kalil afirmou que o resultado da assembleia "não interessa". Feldman explicou a posição da entidade.
– A legislação brasileira e o calendário têm que ser respeitados. Fazer de qualquer jeito não é um bom caminho. Do jeito que está hoje, objetivamente, não é possível entrar no calendário nacional, não é possível homologar a vinculação da Liga à CBF, de uma Liga que não está respeitando os trâmites.

#### Primeiros atritos e "aprovação" da CBF
Um dos que mais apoiaram Kalil foi o presidente do Conselho Deliberativo do Atlético-PR, Mario Celso Petraglia, o representante do Furacão no grupo. Petraglia ganhou força, passou a ter influência nas principais decisões com a aproximação de Kalil, e o fortalecimento da dupla começou a incomodar. Gilvan Tavares, presidente da Liga, ficou em segundo plano – e nem um pouco satisfeito. Outros questionavam a posição adotada por Kalil na CBF sem consulta aos demais membros.
À frente das negociações comerciais com patrocinadores e emissoras de televisão, Kalil tinha os holofotes e, como é do seu feitio, se pronunciava com total autoridade sobre a Liga. Gilvan pouco aparecia. Aliada a essa disputa no poder, as discussões sobre modelo de rateio das cotas de transmissão também não traziam tranquilidade. A rivalidade entre Flamengo, que quer ganhar mais, e Fluminense, que não aceita ganhar menos, era outro ponto de atrito e divisão de opiniões. Discutido também no Beira-Rio, em Porto Alegre, o tema voltaria à pauta em novembro, em reunião marcada para a sede tricolor nas Laranjeiras, no Rio de Janeiro.

#### Reunião nas Laranjeiras e saída de Gilvan
A assembleia da Primeira Liga em 26 de novembro oficializou a ascensão de Petraglia. Ele foi escolhido copresidente, o que deixou Gilvan Tavares ainda mais enfraquecido na cúpula da Liga. O mandatário do Cruzeiro teria considerado o fato como uma manobra de Kalil, ex-presidente do rival Atlético-MG. E o debate das cotas terminou por fazer da reunião um marco que os próprios integrantes da Liga, posteriormente, concordariam em esquecer. Na saída da reunião, enquanto Peter Siemsen, o anfitrião, avisava que lutaria por cotas iguais, Kalil era incisivo sobre a possibilidade de o Flamengo receber valor maior.
– Mas é claro que vai. Vocês conhecem alguma liga que divide igual? Toda liga tem clube que recebe mais. E provavelmente o Flamengo vai receber mais. Estamos copiando e ajustando alguns modelos que nos agradam. Mas o Fluminense vai receber mais, o Grêmio, o Inter... Não adianta todo mundo se achar o maior. Tem que usar o bom senso e não fazer nenhuma exceção.
Era o fim da tranquilidade no grupo. Rumores de saída de integrantes começaram a circular, e a Ferj dava como certa a desistência de seus filiados, mas quem acabou anunciando oficialmente o desligamento foi Gilvan. Ele retirou o Cruzeiro alegando que a competição não seria rentável. Com curto prazo até o início, a desistência do presidente da Primeira Liga afetou a credibilidade do grupo diante de possíveis patrocinadores e rivais, fazendo jus ao argumento das entidades de que os clubes não conseguem se entender.

#### Coronel Nunes eleito, volta de Gilvan e saída de Kalil
O último mês do ano foi particularmente agitado para a CBF e para a Liga. Na manhã do dia 3 de dezembro, em Zurique, mais dois dirigentes eram presos antes de reunião do Comitê Executivo da Fifa – os presidentes da Conmebol e Concacaf, Juan Ángel Napout e Alfredo Hawit, respectivamente. Horas depois o Comitê de Ética da Fifa anunciava abertura de procedimento formal contra Del Nero, que à noite seria oficialmente indiciado na investigação americana que hoje obriga o seu antigo aliado Marin a usar tornozeleira eletrônica.
A notícia caiu como uma bomba na CBF, cuja cúpula se reuniu na sede da entidade na noite daquela quinta-feira para discutir os passos a tomar. O primeiro deles, a licença do presidente da CBF. Ao tomar essa medida, ele tem a prerrogativa de escolher entre os vice-presidentes o seu sucessor interino. Apontou o aliado Marcus Vicente. Mas logo haveria um desdobramento. Isso porque, no caso de o Comitê de Ética aplicar punição, se Del Nero renunciasse em definitivo, o desafeto Delfim Peixoto assumiria o poder na CBF.
Foi convocada, então, uma assembleia eleitoral para o dia 16 de dezembro, com clubes das Séries A e B e federações. O motivo: a eleição de um novo vice-presidente para o cargo deixado por Marin. A CBF indicou e apoiou o presidente da Federação Paraense de Futebol, o coronel Antonio Carlos Nunes, eleito com três votos contrários e cinco abstenções. A assembleia foi presidida pelo presidente da Ferj, Rubens Lopes, que ganhou pontos com Del Nero. Delfim Peixoto qualificou novamente a medida como "golpe" e chegou a conseguir liminar barrando a eleição na Justiça, mas a CBF conseguiu caçar e realizar o pleito.
Diversos clubes da Liga votaram a favor de Nunes, entre eles o Fluminense, justificando voto pela "estabilidade" na CBF. O Flamengo, por sua vez, não votou e entregou "agenda mínima" de medidas que deveriam ser tomadas pela entidade. Os clubes e presidentes de federações presentes aproveitaram a reunião no Rio de Janeiro para cancelar o encontro previamente marcado para Belo Horizonte em 23 de dezembro. Eles realizaram na manhã seguinte à eleição de Nunes, no hotel que hospedou os clubes, uma nova reunião da Primeira Liga.
Sem a presença de Kalil, que não tinha motivos para comparecer à eleição na CBF, o encontro transcorreu em clima tranquilo. O presidente do Flamengo, Eduardo Bandeira de Mello, anunciou o retorno de Gilvan Tavares e do Cruzeiro, e ficou acertado que os clubes passariam a borracha em tudo o que ocorreu no encontro nas Laranjeiras em 26 de novembro.
Petraglia voltou a ser somente representante do Atlético-PR, e o presidente do Atlético-MG, Daniel Nepomuceno, saiu do encontro avisando que havia um plano para realizar o campeonato mesmo sem transmissão e que a partir dali ninguém mais poderia deixar a Liga. Mas o CEO deixou. No dia seguinte à reunião, Kalil anunciou pela rede social Twitter a sua saída, alegando que estava sendo sabotado por alguns clubes, e desejando sucesso à Liga, que corre contra o tempo para negociar contratos e provar que pode cumprir o plano de realizar a competição sem a CBF.

#### Acordo comercial para transmissão do torneio
Na segunda feira, dia 28 de dezembro de 2015, o presidente do Cruzeiro, Gilvan, revelou à Rádio Itatiaia que a direção do torneio fechou acordo exclusivo com a Rede Globo para a transmissão das partidas em 2016. Ainda segundo o mandatário celeste, a divisão das cotas será definida em uma reunião na próxima semana, em Belo Horizonte.
“Tem gente duvidando da Primeira Liga. Mas já está tudo acertado. Temos contrato com a emissora de televisão, vai ser a Globo. Ela vai pagar todas as despesas de viagem e de hospedagem, como faz no Campeonato Brasileiro, além de uma cota a ser dividida entre os 12 clubes que disputarão a competição, que está sendo estudada ainda. No dia 5 de janeiro, teremos aqui em Belo Horizonte uma assembleia-geral para definirmos isso”, declarou.
O campeão e o vice receberão um valor em dinheiro como bônus. “Há uma premiação para os dois primeiros colocados que está sendo estudada pela direção da Liga”, ressaltou Gilvan.
A arbitragem e como será feito os julgamentos dos atletas também estão definido. “A arbitragem vai ser da CBF. O (Superior Tribunal de Justiça Desportiva) STJD já se prontificou a fornecer uma câmara que julgará os casos da Liga, que é um torneio de tiro curto e precisa ter um julgamento mais rápido”, disse.
A competição passou a ser vista com desconfiança após alguns problemas nos bastidores, como a saída do Cruzeiro – que não aceitou a indicação de Mario Celso Petraglia (Atlético-PR) para o cargo de co-presidente da Liga – e a volta do time celeste, após o recuo dos clubes, e a renúncia do diretor-executivo Alexandre Kalil.
Agora, a Liga está em busca de uma pessoa para o lugar de Kalil. “Estamos procurando o novo CEO da Liga com um perfil que eles acham que deva ser alguém da área de marketing. Uma pessoa que busque receitas para que a Liga traga mais frutos para os clubes”, afirmou.
“É um trabalho difícil, a gente sabe, porque se trata de um torneio curto em 2016. Mas para 2017, com tempo para elaborarmos um produto mais rentável, acredito que a gente possa conseguir incluir os jogos no calendário da CBF e, assim, outros clubes vão querer aderir à Liga”, completou.
Ainda segundo Gilvan, nesta reunião do dia 5, os clubes também decidirão se haverá eleição para um novo presidente da Liga, cargo ocupado pelo mandatário do Cruzeiro.
A competição começará no dia 27 de janeiro. A primeira rodada terá o clássico interestadual entre Atlético e Flamengo, pelo Grupo 3. No mesmo dia, o Cruzeiro visita o Criciúma pelo Grupo 2 e o Fluminense recebe o Atlético-PR em jogo válido pelo Grupo 1. Os gaúchos só jogam na quinta-feira. Serão apenas três rodadas na fase de grupos, sendo a segunda em 17 e 18 de fevereiro e a terceira em 9 e 10 de março. As semifinais serão em 23 e 24 de março e a decisão em 31 de março, sempre em jogo único.
Dia 5 de janeiro de 2016 foi revelado os valores do acordo. A Rede Globo aceitou pagar apenas R$ 5,2 milhões pela transmissão da competição, alegando "Programação cheia".

### 2016

#### CBF volta atrás e veta Primeira Liga
Em 25 de janeiro, a 3 dias de iniciar a competição, a CBF voltou atrás e através de comunicado oficial assinado por seu presidente vetou a competição. Segundo a entidade, somente as partidas realizadas até 31 de janeiro, data final da pré-temporada, seriam autorizadas. Curiosamente, ao ser contatado o presidente da CBF, Coronel Nunes, não soube explicar a nota que ele mesmo assinou.
Os clubes, todavia, não se intimidaram com a posição da confederação, e o presidente da Primeira Liga, Gilvan Tavares, garantiu a realização do torneio em 2016. Anteriormente, em função das grandes ameaças que Flamengo e Fluminense tem sofrido da FERJ, os clubes já haviam ameaçado boicotar o Campeonato Brasileiro.

#### Saídas de Atlético Paranaense e Coritiba e as entradas de Londrina e Ceará
No dia 18 de novembro de 2016, o Atlético Mineiro anunciou que pode não participar da competição, alegando que o clube irá disputar muitos campeonatos no ano, já que a Libertadores teve sua duração aumentada até o fim do ano, além de ter o Brasileirão, Copa do Brasil, Campeonato Mineiro e Torneio da Flórida. Porém o time foi incluído na tabela da competição.
Quatro dias depois, o Atlético Paranaense e o Coritiba, anunciaram que não irão participar da Primeira Liga por estarem insatisfeitos com a divisão de cotas de TV. O Londrina acabou entrando na competição.
Na divulgação do esboço da tabela básica dos grupos, o Ceará também foi incluído na competição.

### 2018
Após apresentar um disputa diferente dos anos anteriores para a edição de 2018 — apenas com fase eliminatória — a edição foi cancelada por não haver datas disponíveis para as partidas.

## Integrantes
A Primeira Liga é formada por cinco catarinenses, quatro clubes mineiros, quatro paranaenses, três gaúchos, dois fluminenses, um cearense, um goiano e um matogrossense. No total, são vinte e um clubes integrantes, os quais estão abaixo listados em ordem alfabética.
- América Futebol Clube
- Avaí Futebol Clube
- Atlético Clube Goianiense
- Clube Atlético Mineiro
- Clube Atlético Paranaense
- Grêmio Esportivo Brasil
- Ceará Sporting Club
- Associação Chapecoense de Futebol
- Coritiba Foot Ball Club
- Criciúma Esporte Clube
- Cruzeiro Esporte Clube
- Figueirense Futebol Clube
- Clube de Regatas do Flamengo
- Fluminense Football Club
- Grêmio Foot-Ball Porto Alegrense
- Sport Club Internacional
- Joinville Esporte Clube
- Londrina Esporte Clube
- Luverdense Esporte Clube
- Paraná Clube
- Tupi Foot Ball Club

## Edições

### Maiores públicos
Estes são os cinco maiores públicos do Campeonato:
| Nº | Público pagante[PP] | Mandante            | Placar | Visitante           | Estádio          | Ano  | Publico total | Ref.   |
| -- | ------------------- | ------------------- | ------ | ------------------- | ---------------- | ---- | ------------- | ------ |
| 1  | 44 839              | Grêmio              | 0–0    | Internacional       | Arena do Grêmio  | 2016 | 48204         | [ 41 ] |
| 2  | 39 794              | Cruzeiro            | 1–0    | Atlético Mineiro    | Mineirão         | 2017 | 41530         | [ 42 ] |
| 3  | 33 270              | Atlético Paranaense | 1–0    | Criciúma            | Arena da Baixada | 2016 | 35746         | [ 43 ] |
| 4  | 29 032              | Atlético Mineiro    | 0–2    | Flamengo            | Mineirão         | 2016 | 30378         | [ 44 ] |
| 5  | 23 985              | Fluminense          | 1–0    | Atlético Paranaense | Mario Helênio    | 2016 | 23985         | [ 45 ] |

- PP. ^ Considera-se apenas o público pagante

## Títulos

### Por equipe
| Clube               | Títulos  | Vices    | Semifinalista |
| ------------------- | -------- | -------- | ------------- |
| Fluminense          | 1 (2016) | 0        | 0             |
| Londrina            | 1 (2017) | 0        | 0             |
| Atlético Paranaense | 0        | 1 (2016) | 0             |
| Atlético Mineiro    | 0        | 1 (2017) | 0             |
| Flamengo            | 0        | 0        | 1 (2016)      |
| Internacional       | 0        | 0        | 1 (2016)      |
| Cruzeiro            | 0        | 0        | 1 (2017)      |
| Paraná              | 0        | 0        | 1 (2017)      |

### Por federação
| Estado            | Títulos | Vices | Semifinalista |
| ----------------- | ------- | ----- | ------------- |
| Paraná            | 1       | 1     | 1             |
| Rio de Janeiro    | 1       | 0     | 1             |
| Minas Gerais      | 0       | 1     | 1             |
| Rio Grande do Sul | 0       | 0     | 1             |